# 不洁滨螺
不洁滨螺（学名：Peasiella lutulenta），是中腹足目玉黍螺科Peasiella属的一种。主要分布于中国大陆，常栖息在潮间带。